# Marc-Henri Boisse
Marc-Henri Boisse, né en 1954, est un auteur, metteur en scène et acteur français.